# Coalició de Centre Democràtic
Coalició de Centre Democràtic (CCD), (Coalición de Centro Democrático en Castellà i de forma oficial), és un partit polític espanyol d'ideologia moderada i centrista, i l'única formació política d'àmbit estatal que té les seves arrels en l'extinta Centro Democratico y Social (CDS)

## Història

### Fundació

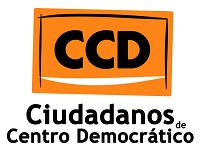
Logotip de l'antiga denominació Ciutadans de Centre Democràtic

Coalición de Centro Democrático (CCD), encara que en la seva fundació es va denominar Ciudadanos de Centro Democrático (CCD) és un partit polític espanyol d'àmbit estatal fundat el 10 de setembre del 2010, per el que en aquell moment era el President Nacional de las Juventudes del renovado y refundado Centro Democrático y Social (CDS), David García Pérez, acompanyat per la major part de la cúpula de les Joventuts del CDS, part de les Federacions de la Comunitat Valenciana, Castella-la Manxa, Extremadura, Andalusia i Galícia del CDS. David García va defensar un canvi progressista i una renovació ideològica del projecte fundat per Adolfo Suárez per a adaptarse millor al contexte del segle xxi , aconseguir ser la veu dels joves espanyols i dels molts ciutadans desil·lusionats i que no s'identifiquen amb cap partit polític. Això va comportar un xoc intern amb el sector més tradicional i conservador del partit i després de molts mesos de lluites internes, García va ser apartat de les seves funcions i va decidir marxar-se i emprendre un nou projecte polític centrista.

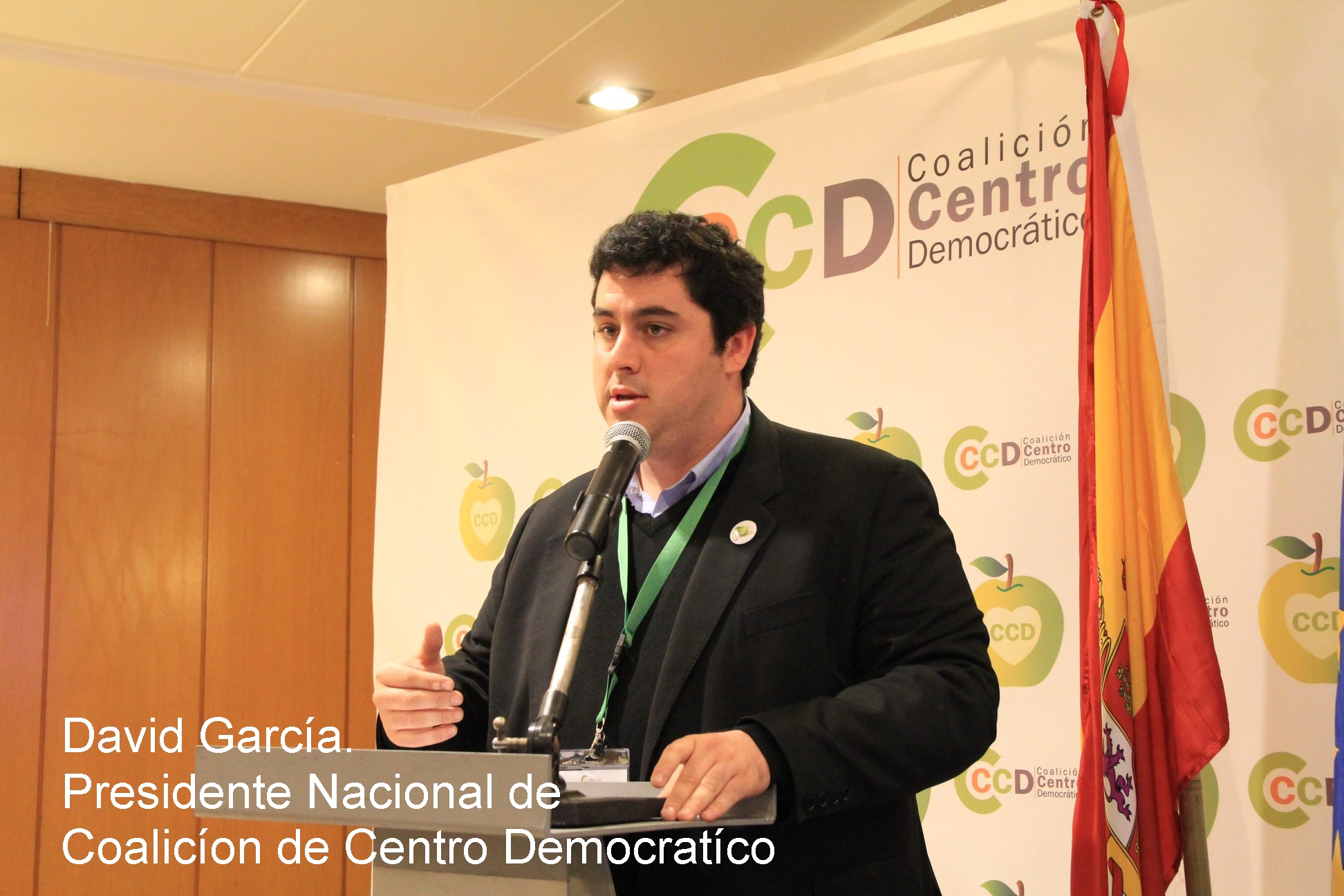

## Participació Electoral

### Eleccions municipals i autonòmiques de 2011
CCD va participar per primera vegada en unes eleccions durant els comicis municipals de 2011, oferint suport a una part significativa de les candidatures que van substituir el CDS, especialment a Alacant, Burgos, Sevilla, Jaén i les Illes Balears. CCD va aconseguir 20 regidors i va obtenir l'alcaldia de Domingo Pérez (Toledo).
El mes d'abril de 2012, després de detectar diverses irregularitats a l'Ajuntament de Domingo Pérez, CCD va optar per presentar el cas a la Fiscalia Anticorrupció. A més, el va fer públic als mitjans de comunicació, als veïns del poble i a l'oposició, i va procedir a expulsar l'Alcalde de la localitat. També va denunciar l'anterior Alcalde del PP per suposades irregularitats en la seva gestió.
David Fernández, l'últim regidor del ja desaparegut CDS, a Erustes (Toledo), es va unir a CCD.

### Eleccions generals del 2011
CCD es va presentar en solitari a les províncies de Burgos, Ciudad Real, Guadalajara i Valladolid, i també va reunir les signatures necessàries per competir a Toledo i Illes Balears, tot i que aquestes últimes van ser rebutjades per les Juntes Electorals Provincials corresponents. Durant la campanya de les Eleccions Generals, CCD i el Partit Regionalista de Cantàbria (PRC) van dur a terme una roda de premsa a Santander, amb la participació del President Nacional de CCD, David García, i del Secretari General del PRC i expresident del Govern de Cantàbria, Miguel Ángel Revilla. L'objectiu de la reunió era establir una Tercera Via política que servís d'alternativa al PP i al PSOE, amb la mirada posada en les Eleccions Europees de 2014. No obstant això, davant la impossibilitat de consolidar el projecte i la no participació de CCD, es va sol·licitar el vot per a Ciutadans-Partit de la Ciutadania (C’s).

### Canvi de President en 2014
En un congrés celebrat el 20 de setembre de 2014, l’aleshores President David García va proposar la candidatura de Lorenzo Olarte com a nou President de CCD. Lorenzo Olarte, tota una vida vinculat al centre ideològic, va compartir la seva trajectòria política amb Adolfo Suárez, primer com a assessor personal seu a La Moncloa dins d’Unió de Centre Democràtic (UCD) i, posteriorment, com a membre del Centre Democràtic i Social (CDS), partit amb el qual va presidir el Govern de les Illes Canàries. Aquesta nova etapa té com a objectiu continuar el llegat centrista d’Adolfo Suárez, primer president de la democràcia espanyola actual, fonamentant-se en els valors de tolerància, progrés i consens. David García passa a ocupar el càrrec de Vicepresident en el comitè executiu nacional.

### Eleccions municipals i autonòmiques del 2015
CCD va participar en les Eleccions Municipals del 24 de maig de 2015, presentant candidatures en diversos municipis de la Comunitat Valenciana, Comunitat de Madrid, Andalusia, Regió de Múrcia, Catalunya, Castella-la Manxa, Castella i Lleó, Galícia i Illes Canàries. També es va presentar a les eleccions autonòmiques de la Comunitat Valenciana, Castella i Lleó i Regió de Múrcia. A la província de Valladolid, va formar una coalició amb Candidatura Independent (CI). En aquests comicis, CCD va aconseguir 50 regidors i 4 alcaldies, destacant l’Alcaldia de Nules (Castelló). Per la seva banda, la coalició CI-CCD va quedar molt a prop d’obtenir representació a l’Ajuntament de Valladolid, amb un 4,06% dels vots.

### Congrés Nacional del 2015
El 24 d'octubre de 2015 es va celebrar el III Congrés Nacional de CCD, marcat per la reestructuració orgànica del partit. En aquest congrés, David García va ser reelegit per unanimitat com a President Nacional, mentre que Lorenzo Olarte va assumir el càrrec de President d'Honor. José María Martín, de Madrid, va ser designat Secretari General; Félix Calleja, de Valladolid, com a Vicepresident; i Francisco Martín, d'Andalusia, com a Secretari d'Organització.
CCD segueix expandint-se amb la creació de noves Federacions i Agrupacions, centrant els seus esforços en unir el moviment centrista a Espanya. Amb aquest objectiu, treballa en la construcció d'una Tercera Via, col·laborant activament amb diversos grups d'àmbit nacional, regional, provincial i independents.
CCD advoca per una regeneració profunda de l’Estat, considerant essencial retornar als ciutadans el protagonisme sobre el seu futur i eliminar els privilegis de la classe política.
Recentment, CCD ha sumat regidors que anteriorment eren independents o formaven part de Ciutadans-Partit de la Ciutadania (Cs). Per tal d'evitar confusions amb aquest partit, el 29 de desembre de 2016, es va decidir modificar el nom del partit a Coalició de Centre Democràtic.
Després que es fes pública l'Operació Erial, el maig de 2018, CCD va demanar que es clarifiquessin els vincles del zaplanisme amb càrrecs polítics de la política regional.

### Eleccions municipals, autonòmiques  i europees del 2019
CCD va participar en les Eleccions Municipals del 26 de maig de 2019, presentant candidatures en municipis de diverses comunitats autònomes, en la seva majoria en coalició amb formacions municipalistes. Els resultats obtinguts van ser els següents:
- 1 regidor en Caudete (Albacete).
- 1 regidor en Ortigueira (la Corunya).
- 1 regidor al Fondó de les Neus (Alacant).
- 1 alcalde pedani en Acisa de les Acostades (Lleó).
- 4 regidors en Telde (Gran Canària) a través de la coalició Junts per Telde (al costat de CC i UxGC).
- 4 regidors en Molvízar (Granada) a través de la coalició Centrats en Granada.
- 6 regidors –un d'ells l'Alcalde- a Nules (Castelló) a través de la federació política Centrats a Nules (CeN) conformada al costat del grup local IPN.
- 2 regidors en Aldeamayor de Sant Martí (Valladolid) a través de la coalició amb Candidatura Independent (CI).
- 2 regidors en Villabragima (Valladolid) a través de la coalició amb Candidatura Independent (CI).
- 1 regidor en Cigüeñela (Valladolid) a través de la coalició amb Candidatura Independent (CI).
- 3 regidors en Sieteiglesias (Valladolid) a través de la coalició amb Candidatura Independent (CI).
- 2 regidors –un d'ells l'Alcalde- en Valdearcos (Valladolid) a través de la coalició amb Candidatura Independent (CI).
- 1 regidor en La Cistérniga (Valladolid) a través de la coalició amb Candidatura Independent (CI).
- 3 regidors –un d'ells l'Alcalde- en Íscar (Valladolid) a través de la coalició amb Candidatura Independent (CI).
- 1 regidor en Palazuelo de Vedija (Valladolid) a través de la coalició amb Candidatura Independent (CI).
- 1 regidor en Peñafiel (Valladolid) a través de la coalició amb Candidatura Independent (CI).
- En les autonòmiques de la Regió de Múrcia va impulsar la coalició electoral MC-CCD, amb diversos partits municipalistes entre ells MC Cartagena, obtenint el 2,26% del vot i un total de 14.742 vots. En les eleccions europees va impulsar i va liderar una coalició de partits centristes denominada CENTRISTES PER EUROPA, no obtenint representació. Francisco Martín, secretari general de CCD i candidat número 1 en aquesta llista, va presentar la seva dimissió després de les eleccions.

### Congrés Nacional del CCD del 2021
Al novembre de 2021 es va celebrar el V Congrés Estatal de CCD a la ciutat d'Orense. En aquest congrés, es va elegir per unanimitat David García com a president, Félix Calleja com a vicepresident, Ramiro Solanes com a secretari general i Carmen Rodríguez com a secretària d'organització. El president va proposar treballar en el llançament d'un projecte d'unitat del centre polític, centrant-se en el municipalisme i amb la vista posada en les eleccions de 2023 i, especialment, en les de 2027.

### Eleccions municipals i autonòmiques del 2023
En les Eleccions Municipals de 2023, CCD va continuar algunes de les coalicions prèvies, tot i que també va optar per presentar-se de manera independent en diversos municipis, amb un enfocament especial a Castella i Lleó. Els principals resultats aconseguits van ser els següents:
- 12 regidors a Castella i Lleó, principalment a la província de Valladolid.[5]
- 7 regidors –un d'ells l'Alcalde- a Nules (Castelló) a través de la federació política Centrats a Nules (CeN) conformada al costat del grup local IPN .[6]
- 1 regidor en Caudete (Albacete).[7]
- 3 regidors en Molvízar (Granada) ostentant l'Alcaldia.
- 1 regidor en Telde (Gran Canària), dins de la coalició amb Coalició Canària en la localitat.

### Eleccions Generals del 2023
Per a les eleccions generals de 2023, CCD va optar per no presentar-se. A les Canàries, es va integrar dins de la coalició de Coalició Canària (CC). En altres circumscripcions, el partit va demanar el vot per a formacions polítiques moderades i centristes d'àmbit regional, com Espanya Buidada, Teruel Existeix, Soria JA!, Junts per Extremadura, entre d'altres.

### Eleccions europees del 2024
Per a les eleccions europees de 2024, CCD es va unir a la coalició EXISTEIX, composta per diversos partits de l'Espanya Buidada (com Teruel Existeix, Aragó Existeix, Soria JA!, Cuenca Ara, Jaén Mereix Més), el partit Un Món Més Just i gairebé un centenar de formacions independents i municipalistes. Tot i els esforços, la coalició EXISTEIX no va aconseguir representació.
Unió Municipalista: CCD, i especialment el seu president David García Pérez, han promogut la creació d'una confederació de partits anomenada Unió Municipalista. Aquesta es va fundar el 24 de febrer de 2024 en una convenció celebrada a Madrid, a la qual van assistir prop de 500 càrrecs públics (alcaldes, regidors i diputats provincials) de gairebé 300 formacions polítiques. David García, també alcalde de Nules, va ser elegit president d'aquesta confederació. El seu objectiu és presentar-se junts a les eleccions locals i autonòmiques de 2027, amb la finalitat de convertir-se en la tercera força política del país.

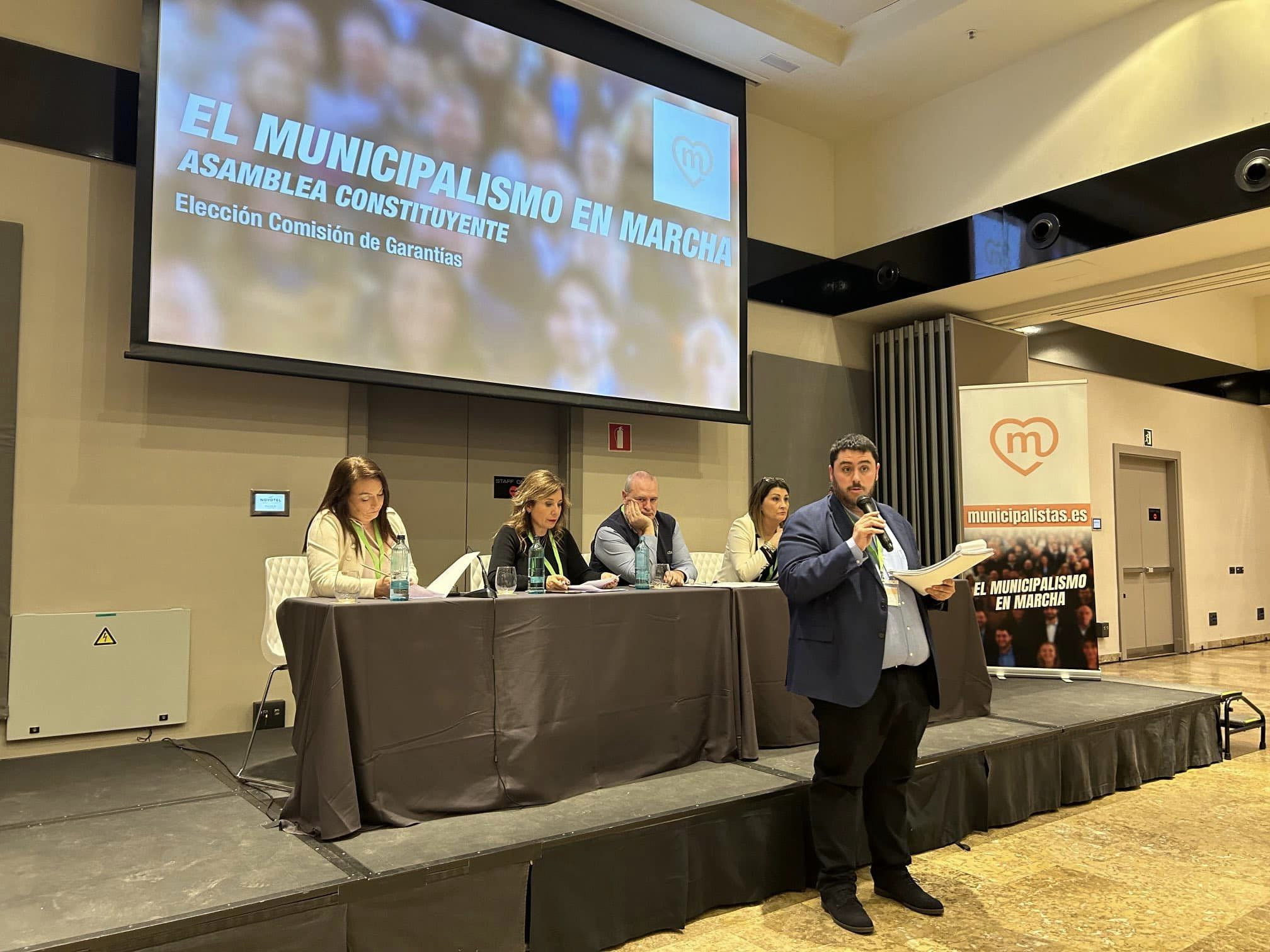
David García, President d'Unió Municipalista

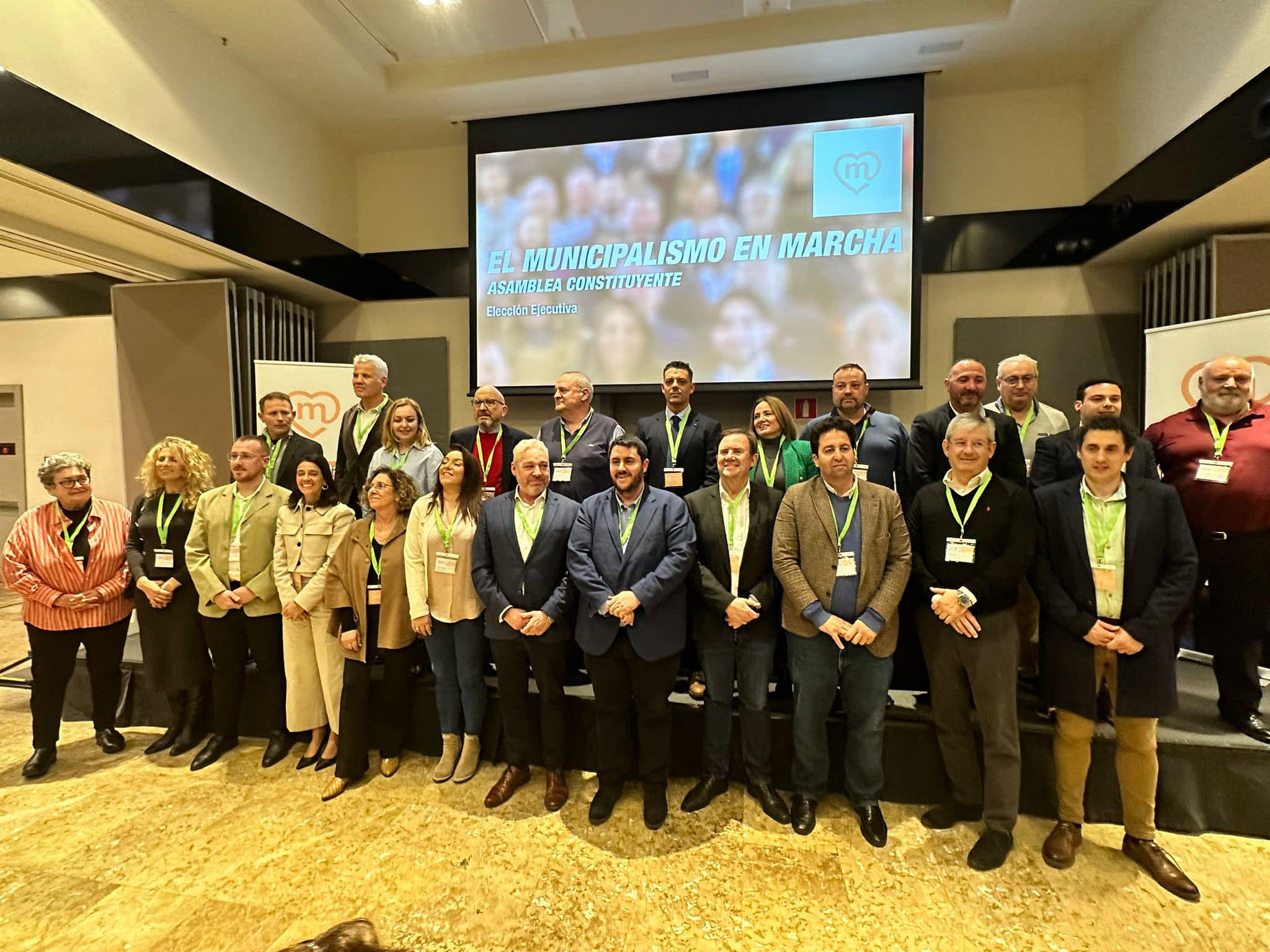
Comitè Executiu Nacional d'Unió Municipalista

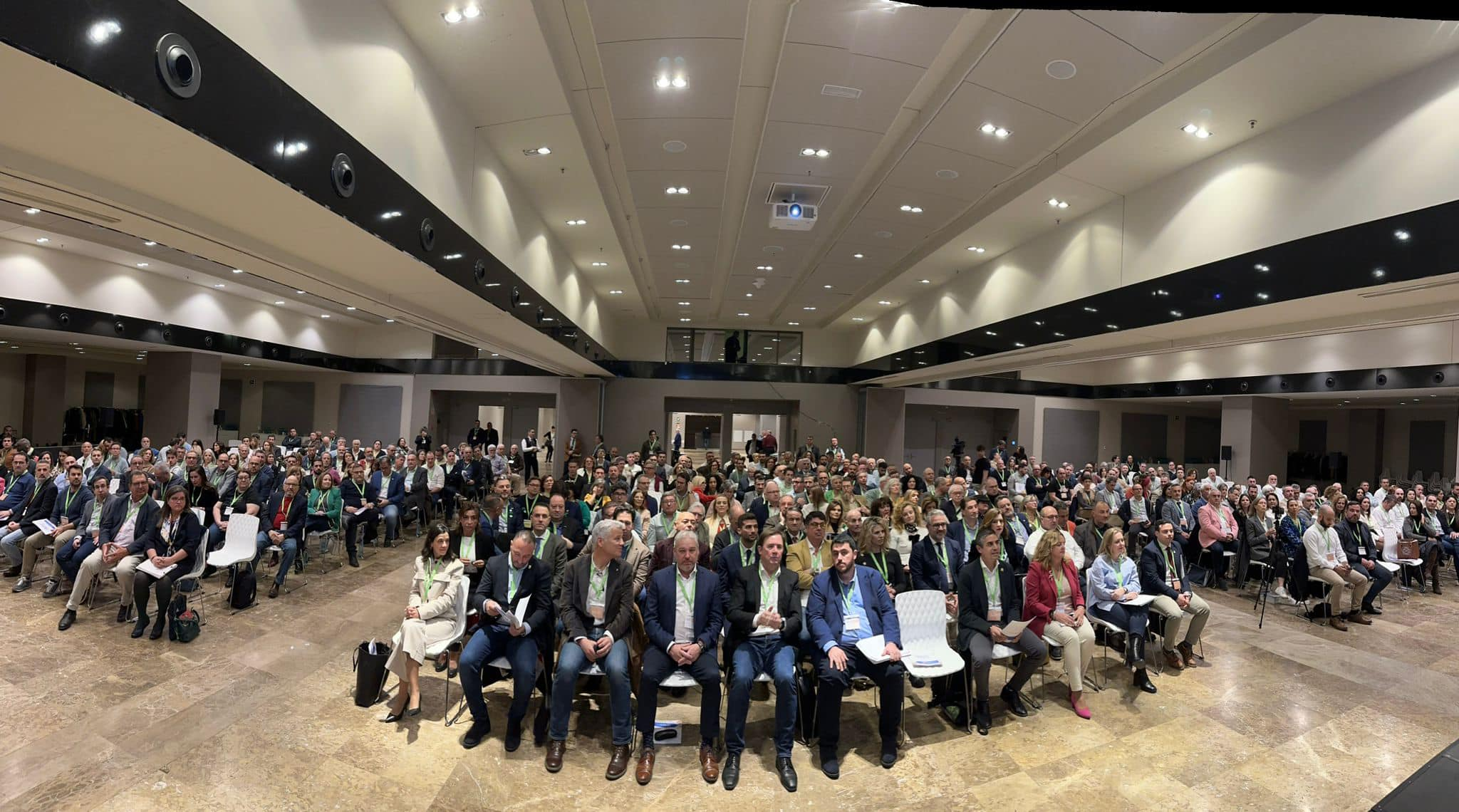
Convenció d'Unió Municipalista